# Frede Blaabjerg
Frede Blaabjerg (født 6. maj 1963) er en dansk professor. Han har gennem sin karriere udgivet over 1400 publikationer i både nationale og internationale tidsskrifter. Hans forskningsområde er hovedsageligt effektelektronik og elektroniske drivsystemer.
Frede Blaabjerg har modtaget en række priser gennem sin karriere, og i 2007 blev han Ridder af Dannebrog.

## Priser
Professor Frede Blaabjerg har blandt andet modtaget:
- IEEE Edison Medaljen, 2020[5]
- Global Energy Prize, 2019[6]

- Grundfosprisen 2004[7]
- Statoil-Prize 2003[7]
- C.Y. O’Connor Fellowship, 2002, Perth, Australia[7]
- Outstanding Young Power Electronics Engineer Award in 1998 by IEEE Power Electronics Society[7]
- A.R. Angelos Fellowship Award in 1995 for contribution in modulation and drives[7]
- IEEE Power Electronics Society Distinguished Service Award, 2009[7]
- IEEE William E. Newell Power Electronics Award, 2014[8]
- Villum Kann Rasmussens Årslegat, 2014[9]
- Fellow, IEEE, 2003[10]

## Udvalgte Bøger
- M. P. Kazmierkowski, R. Krishnan, & F. Blaabjerg (Eds.). (2002). Control in power electronics: selected problems. M. P. Kazmierkowski, R. Krishnan, & F. Blaabjerg (Eds.). Academic press.
- T. Orłowska-Kowalska, F. Blaabjerg, J. Rodríguez, (Eds.) (2014). Advanced and Intelligent Control in Power Electronics and Drives. Imprint: Springer.
- Henry Shu-hung Chung, Huai Wang, Frede Blaabjerg and Michael Pecht (Eds.) (2015); Reliability of Power Electronic Converter Systems, IET Publisher, ISBN 978-1-84919-901-8
- Yushan Liu, Haitham Abu-Rub, Baoming Ge, Frede Blaabjerg, Omar Ellabban, Poh Chiang Loh; Impedance Source Power Electronic Converters; October 2016, Wiley-IEEE Press; ISBN 978-1-119-03707-1

## Udvalgte Publikationer
- K. Ma, N. He, M. Liserre and F. Blaabjerg, "Frequency-Domain Thermal Modeling and Characterization of Power Semiconductor Devices," in IEEE Transactions on Power Electronics, vol. 31, no. 10, pp. 7183-7193, Oct. 2016.
- A. Chub, D. Vinnikov, F. Blaabjerg and F. Z. Peng, "A Review of Galvanically Isolated Impedance-Source DC–DC Converters," in IEEE Transactions on Power Electronics, vol. 31, no. 4, pp. 2808-2828, April 2016.
- X. Wang, Y. W. Li, F. Blaabjerg and P. C. Loh, "Virtual-Impedance-Based Control for Voltage-Source and Current-Source Converters," in IEEE Transactions on Power Electronics, vol. 30, no. 12, pp. 7019-7037, Dec. 2015.
- Y. P. Siwakoti, F. Z. Peng, F. Blaabjerg, P. C. Loh and G. E. Town, "Impedance-Source Networks for Electric Power Conversion Part I: A Topological Review," in IEEE Transactions on Power Electronics, vol. 30, no. 2, pp. 699-716, Feb. 2015.
- N. C. Sintamarean, F. Blaabjerg, H. Wang, F. Iannuzzo, P. De Place Rimmen,”Reliability Oriented Design Tool For the New Generation of Grid Connected PV-Inverters”, IEEE Trans. on Power Electronics, Vol. 30, No. 5, 2015, pp. 2635-2644.
- O Ellabban, H Abu-Rub, F Blaabjerg,"Renewable energy resources: Current status, future prospects and their enabling technology" Renewable and Sustainable Energy Reviews, Vol. 39, 2014, pp. 748-764.
- H. Wang, M. Liserre, F. Blaabjerg, P. de Place Rimmen, J. B. Jacobsen, T. Kvisgaard, J. Landkildehus, "Transitioning to Physics-of-Failure as a Reliability Driver in Power Electronics," IEEE Journal of Emerging and Selected Topics in Power Electronics, vol.2, no.1, pp. 97-114, March 2014.
- D. Meneses, F. Blaabjerg, Ó García and J. A. Cobos, "Review and Comparison of Step-Up Transformerless Topologies for Photovoltaic AC-Module Application," in IEEE Transactions on Power Electronics, vol. 28, no. 6, pp. 2649-2663, June 2013
- F. Blaabjerg and K. Ma, "Future on Power Electronics for Wind Turbine Systems," in IEEE Journal of Emerging and Selected Topics in Power Electronics, vol. 1, no. 3, pp. 139-152, Sept. 2013.
- F. Blaabjerg, M. Liserre and K. Ma, "Power Electronics Converters for Wind Turbine Systems," in IEEE Transactions on Industry Applications, vol. 48, no. 2, pp. 708-719, March-April 2012.
- J. Rocabert, A. Luna, F. Blaabjerg, P. Rodríguez, “Control of power converters in AC microgrids”, IEEE Trans. on Power Electronics, Vol. 27, No.11, 2012, pp. 4734-4749.
- Z. Chen, J. M. Guerrero and F. Blaabjerg, "A Review of the State of the Art of Power Electronics for Wind Turbines," in IEEE Transactions on Power Electronics, vol. 24, no. 8, pp. 1859-1875, Aug. 2009.
- R. Teodorescu, F. Blaabjerg, M. Liserre, P.C. Loh – “Proportional-Resonant Controllers and Filters for Grid-Connected Voltage Source Converters”, IEE Proceedings on Power Applications, Vol. 153, No. 5, Sep. 2006, pp.750 – 762
- E. Koutroulis, F. Blaabjerg, "Design Optimization of Transformerless Grid-Connected PV Inverters Including Reliability," IEEE Trans. on Power Electronics, vol.28, no.1, pp.325-335, Jan. 2013
- F. Blaabjerg, R. Teodorescu, M. Liserre, A. V. Timbus, "Overview of Control and Synchronization of Three Phase Distributed Power Generation Systems", IEEE Trans. on Industrial Electronics, Vol. 53, No. 5, 2006, pp. 1398 – 1409.
- M. Liserre, R. Teodorescu and F. Blaabjerg, "Stability of photovoltaic and wind turbine grid-connected inverters for a large set of grid impedance values," in IEEE Transactions on Power Electronics, vol. 21, no. 1, pp. 263-272, Jan. 2006.
- S.B. Kjaer, J.K. Pedersen, F. Blaabjerg, "A review of single-phase grid-connected inverters for photovoltaic modules," IEEE Trans. on Industry Applications , vol.41, no.5, pp. 1292- 1306, Sept.-Oct. 2005.
- M. Liserre, F. Blaabjerg, S. Hansen, ”Design and control of an LCL-filter-based three-phase active rectifier,” IEEE Trans. on Industry Applications, Vol. 41, No. 5, 2005, pp. 1281-1291.
- F. Blaabjerg, Zhe Chen and S. B. Kjaer, "Power electronics as efficient interface in dispersed power generation systems," in IEEE Transactions on Power Electronics, vol. 19, no. 5, pp. 1184-1194, Sept. 2004.
- C. Klumpner, P. Nielsen, I. Boldea, F. Blaabjerg, "A new matrix converter motor (MCM) for industry applications," IEEE Trans. on Industrial Electronics, vol.49, no.2, pp. 325-335, Apr 2002.
- U. Borup, F. Blaabjerg, P. N. Enjeti, ”Sharing of nonlinear load in parallel-connected three-phase converters”, IEEE Trans. on Industry Applications, Vol. 37, No. 6, 2001, pp. 1817-1823.
- M. Malinowski, M. P. Kazmierkowski, S. Hansen, F. Blaabjerg and G. D. Marques, "Virtual-flux-based direct power control of three-phase PWM rectifiers," in IEEE Transactions on Industry Applications, vol. 37, no. 4, pp. 1019-1027, Jul/Aug 2001.
- C. Lascu, I. Boldea and F. Blaabjerg, "A modified direct torque control for induction motor sensorless drive," in IEEE Transactions on Industry Applications, vol. 36, no. 1, pp. 122-130, Jan/Feb 2000.